# Valley (Washington)
Valley az Amerikai Egyesült Államok északnyugati részén, Washington állam Stevens megyéjében elhelyezkedő statisztikai település. A 2010. évi népszámlálási adatok alapján 146 lakosa van.

## Történet
A települést Daniel C. Corbin nevezte el; a Valley nevet azért választotta, mert a település a Colville-völgy határán fekszik. A Spokane Falls and Northern Railroad vasútvonala 1889-ben érte el a települést; az állomásépületet Corbin biztosította.
A térség lakói nagyrészt a folyó túlpartján éltek, mivel a keleti part az 1800-as években mocsaras volt. A település legrégebbi lakóháza az 1885-ben itt letelepedett Jarvis családé; az első postamester John C. Jarvis volt, aki 1889 decemberétől 1893 novemberéig töltötte be a tisztséget.
George Kulzer 1889-ben megnyitotta a Kulzer és fia boltot, amely 1908-ban leégett; a később újjáépült létesítmény ma is áll. Kulzer később a Waitts tó felé utat épített.
Valley-t 1891. július 29-én alapították; ekkor a helységben egy bank, egy siló, két szálloda, egy gyógyszertár és egy kovácsműhely működött; emellett Valley-nek saját villamosenergia-, telefon- és vízszolgáltatója is volt.

## Éghajlat
| Hónap                         | Jan.  | Feb.  | Már.  | Ápr.  | Máj. | Jún. | Júl. | Aug. | Szep. | Okt.  | Nov.  | Dec.  | Év    |
| ----------------------------- | ----- | ----- | ----- | ----- | ---- | ---- | ---- | ---- | ----- | ----- | ----- | ----- | ----- |
| Rekord max. hőmérséklet (°C)  | 13,9  | 16,7  | 26,1  | 32,8  | 37,8 | 42,2 | 41,7 | 43,3 | 40,0  | 33,3  | 20,6  | 20,0  | 43,3  |
| Átlagos max. hőmérséklet (°C) | 1,1   | 5,0   | 10,6  | 15,6  | 20,6 | 24,4 | 29,4 | 30,0 | 24,4  | 15,6  | 5,0   | 0,0   | 15,2  |
| Átlagos min. hőmérséklet (°C) | −6,7  | −6,1  | −2,8  | 0,0   | 3,9  | 7,2  | 8,9  | 7,8  | 3,3   | −1,1  | −3,3  | −7,8  | 0,3   |
| Rekord min. hőmérséklet (°C)  | −38,9 | −38,9 | −28,9 | −11,1 | −8,9 | −3,3 | −3,9 | −1,7 | −11,1 | −16,7 | −28,3 | −36,1 | −38,9 |
| Átl. csapadékmennyiség (mm)   | 56    | 45    | 53    | 42    | 50   | 45   | 27   | 20   | 21    | 30    | 71    | 65    | 525   |
| Forrás: The Weather Channel   |       |       |       |       |      |      |      |      |       |       |       |       |       |

## Népesség
A 2010-es népszámláláskor  146 lakója, 53 háztartása és 39 családja volt. A népsűrűség 131,5 fő/km2. A lakóegységek száma 59, sűrűségük 53,2 db/km2. A lakosok 82,2%-a fehér, 2,7%-a afroamerikai, 6,8%-a indián,   0,7%-a egyéb, 7,5%-a pedig kettő vagy több etnikumú. A spanyol vagy latino származásúak aránya 1,4% (0,7% mexikói,   0,7% egyéb spanyol vagy latino származású.)
A háztartások 35,8%-ában élt 18 évnél fiatalabb. 43,4% házas, 18,9% egyedülálló nő, 11,3% egyedülálló férfi, 26,4% pedig nem család. 24,5% egyedül élt; 5,7%-uk 65 éves vagy idősebb. Egy háztartásban átlagosan 2,75 személy élt; a családok átlagmérete 3,21 fő.
A medián életkor 35,5 év volt. Lakóinak 34,9%-a 18 évesnél fiatalabb, 4,1% 18 és 24 év közötti, 22,6%-uk 25 és 44 év közötti, 23,9%-uk 45 és 64 év közötti, 13%-uk pedig 65 éves vagy idősebb. A lakosok 52,1%-a férfi, 47,9%-a pedig nő.

## Fordítás
Ez a szócikk részben vagy egészben  a   Valley, Washington című angol Wikipédia-szócikk ezen változatának fordításán alapul.  Az eredeti cikk szerkesztőit annak laptörténete sorolja fel. Ez a jelzés csupán a megfogalmazás eredetét és a szerzői jogokat jelzi, nem szolgál a cikkben szereplő információk forrásmegjelöléseként.